# Ульгинский сельский округ
Ульги́нский се́льский окру́г (каз. Үлгі ауылдық округі) — административная единица в составе района Биржан сал Акмолинской области Казахстана. 
Административный центр — село Ульги.

## История
В 1989 году существовал как — Ульгинский сельсовет (сёла Казгородок, Жукей, Карловка, Кызылуюм, Пригорхоз, Трамбовка, Уюмшил) в составе Кокчетавской области.
В периоде 1991—1998 годов:
- Ульгинский сельсовет был преобразован в сельский округ;
- село Пригорхоз было передано в состав Степнякской городской администрации;
- после упразднения Кокчетавской области вместе с районом сельский округ был включен в состав Акмолинской области.

В 2007 году село Казгородок было переименовано а позже преобразовано в аул Ульги.

## Население
| Численность населения | Численность населения | Численность населения |
| 1989                  | 1999                  | 2009                  |
| --------------------- | --------------------- | --------------------- |
| 3388                  | ↘2190                 | ↘1875                 |

## Состав
| № | Населённый пункт | Тип населённого пункта | Население, 1989 | Население, 1999 | Население, 2009 |
| - | ---------------- | ---------------------- | --------------- | --------------- | --------------- |
| 1 | Жукей            | село                   | 216             | 206             | 196             |
| 2 | Карловка         | село                   | 223             | 176             | 130             |
| 3 | Кызылуюм         | село                   | 201             | 238             | 221             |
| 4 | Трамбовка        | село                   | 198             | 152             | 120             |
| 5 | Ульги            | аул                    | 1 991           | 1 241           | 1 086           |
| 6 | Уюмшил           | село                   | 236             | 177             | 122             |

## Местное самоуправление
- Аким сельского округа — Исмагамбетов Мурат Кабенович[1].